# Tomasz Ignacy Zienkowicz
Tomasz Ignacy Zienkowicz herbu Siekierz (ur. 5 stycznia 1717 roku – zm. 9 grudnia 1790 roku) – biskup katolicki.

## Życiorys
Wyświęcony na księdza 9 lipca 1741, biskup tytularny Areopolis od 21 lipca 1755, biskup sufragan białoruski w latach 1755–1763, biskup sufragan wileński w latach 1763–1781, pisarz wielki litewski w 1754 roku, duchowny sekretarz wielki litewski w latach 1762–1782, dziekan wileńskiej kapituły katedralnej w 1768 roku, kanonik wileński w 1741 roku, kustosz wileński w 1744 roku. W 1764 roku był członkiem konfederacji Wielkiego Księstwa Litewskiego. Przeszedł na emeryturę w roku 1781.
Pochowany w katedrze Św. Stanisława i Św. Władysława w Wilnie.